# Гасанов, Эльдар Гумбат оглы
Эльдар Гумбат оглы Гасанов (азерб. Eldar Hümbət oğlu Həsənov; род. 10 октября 1955, Лачин, Кельбаджарский район) — азербайджанский государственный деятель. Генеральный прокурор Азербайджана (1995—2000). Дипломат.

## Биография
Родился 10 октября 1955 года в с. Лачин Кельбаджарского района в семье учителей. В 1977 году окончил с отличием Азербайджанский политехнический институт, факультет автоматики и вычислительной техники. Получил специальность инженера электроники.
В 1983 году окончил Академию МВД СССР по специальности «правоведение». 
С 1977 по 1990 год являлся ревизором, главным ревизором, заместителем начальника, начальником розыскного отдела правоохранительных органов. Начальник районного отдела внутренних дел Низаминского района Баку.
С 1990 по 1992 год являлся начальником полицейского управления г. Гянджи.
С 1992 по 1993 год являлся начальником Национального бюро Интерпола в Азербайджане. 
В 1993 году являлся первым заместителем министра внутренних дел Азербайджана. С 9 ноября 1993 года по 22 марта 1995 года являлся первым заместителем генерального прокурора Азербайджана.
10 января 1995 года присвоено звание государственного советника юстиции III класса.
Генеральный прокурор Азербайджана (22 марта 1995 — 21 апреля 2000).
28 марта 2001 года присвоен ранг чрезвычайного и полномочного посла.
Посол Азербайджана в Румынии (28 марта 2001 — 28 марта 2013).
Посол Азербайджана в Сербии (14 сентября 2009 — 17 августа 2020), Черногории (28 июля 2010 — 17 августа 2020), Боснии и Герцеговине (30 августа 2010 — 17 августа 2020).
Представитель Азербайджана в региональном центре по борьбе с трансграничной преступностью Организации по сотрудничеству в Юго-восточной Европе.
Автор 25 книг, в том числе на тему борьбы с организованной преступностью, дипломатических отношений с Румынией и балканскими странами. Автор учебников и учебных пособий, более 179 научных и публицистических статей.
Профессор. Доктор юридических наук.
Владеет русским, турецким, английским, румынским языками.

## Награды
- Орден «Азербайджанское знамя».
- Медаль «За отвагу» (Азербайджан).
- Великий офицер Национального орден «За заслуги» (2010, Румыния)[13].
- Орден Флага Республики Сербской с серебряным венком (2014, Республика Сербская) – за выдающиеся достижения в области международного сотрудничества и укрепления мира, а также за внесение вклада в развитие отношений между Азербайджаном и Республикой Сербской[14].
- Орден Сербского флага II степени (2015, Сербия)[15].
- Орден «За службу Отечеству» III степени (9 июля 2019) — за плодотворную деятельность в органах дипломатической службы Азербайджанской Республики[16]